# Anatolij Marczenko
Anatolij Tichonowicz Marczenko (Анато́лий Ти́хонович Ма́рченко, ur. 23 stycznia 1938, zm. 8 grudnia 1986 w Czistopolu) – rosyjski pisarz, dysydent, pośmiertnie laureat, wraz z Nelsonem Mandelą, pierwszej Nagrody Sacharowa w 1988 roku.

## Życiorys
Po raz pierwszy aresztowany w 1957 (był wówczas robotnikiem), na podstawie sfałszowanego oskarżenia o udział w bójce. Skazany na reedukację w obozie pracy pod Karagandą, z którego zbiegł. Schwytany podczas nieudanej próby przekroczenia granicy z Iranem. W 1961 skazany na sześć lat obozu za „zdradę ojczyzny”. Podczas próby ucieczki z obozu w Mordowii ponownie schwytany i skazany na dwa lata więzienia we Włodzimierzu. Poznał tam Julija Daniela. Zwolniony w 1966. Niezwłocznie po wyjściu spisał swoje wspomnienia z więzień w książce Moje świadectwo. Początkowo krążyła ona w nielegalnych odbitkach, a później doczekała się wydań w Europie Zachodniej, uświadamiając tamtejszym społeczeństwom fakt ciągłego istnienia obozów koncentracyjnych na terenie ZSRR. W 1968 wystosował serię listów protestacyjnych przeciwko istnieniu systemu obozów oraz list solidarnościowy do uczestników Praskiej Wiosny. Skazano go za to na rok łagru o zaostrzonym rygorze. W obozie skazano go dodatkowo na kolejne dwa lata. Poznał tam swoją przyszłą żonę – Łarysę Bogoraz (odsiadującą wyrok za protesty przeciw inwazji na Czechosłowację). W 1971 opuścił obóz, ale od razu zesłano go na Syberię. Tam urodził mu się syn – Paweł (1973). W 1974, nieustannie nękany w różny sposób złożył podanie o paszporty emigracyjne. W odpowiedzi skazano go na dalsze cztery lata zsyłki za, jakoby „naruszanie zasad przebywania pod nadzorem”. Podjął wówczas długotrwały strajk głodowy, a także napisał List do robotników amerykańskich, w którym nakreślił warunki życia robotników sowieckich. 12 maja 1976 był współzałożycielem moskiewskiego Komitetu Helsińskiego. We wrześniu 1980 podpisał oświadczenie solidarności z polskimi robotnikami popierające powstanie NSZZ „Solidarność”. Za te działania został skazany za „agitację antysowiecką” na dziesięć lat łagru i pięć lat zesłania. W kwietniu 1984 ostatni raz uzyskał widzenie z żoną. Po obozowych przejściach przeszedł zapalenie opon mózgowych, stracił słuch, zapadł na choroby serca i miał otwarte wrzody żołądka. Nie doczekał końca wyroku w 1996, zmarł w więzieniu czistopolskim w wyniku schorzeń, tortur jakim poddano go w grudniu 1983 i długotrwałego strajku głodowego. W akcie zgonu podano, że zmarł na „wylew krwi do mózgu”. Władze sowieckie nie pozwoliły na udział w pogrzebie kogokolwiek poza żoną, w tym duchownego, a także na przewiezienie zwłok do Moskwy, w związku z czym spoczął na cmentarzu w Czistopolu. Wcześniejsze międzynarodowe próby jego uwolnienia spełzły na niczym.